# Biophytum dendroides
Biophytum dendroides es una especie de planta perteneciente a la familia Oxalidaceae. 

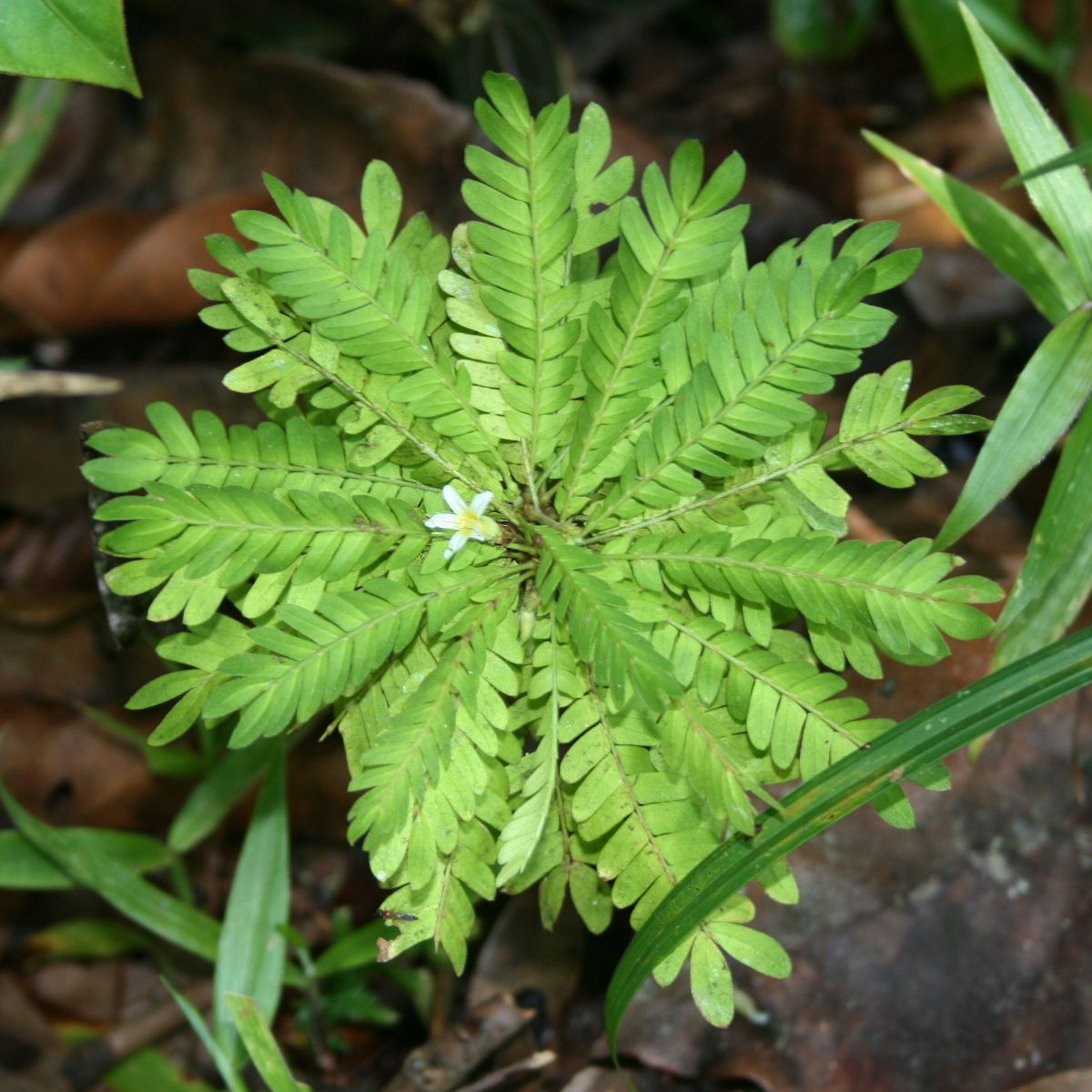
Detalle de las hojas y flor

## Descripción
Son hierbas perennes, sufruticosas, que alcanzan un tamaño de 1–18 cm de alto, algunas veces ramificadas, pubescentes a glabrescentes. Hojas amontonadas cerca del ápice del tallo, pinnaticompuestas, de 1.4–8 cm de largo; folíolos de 14–35, levemente asimétricos, rectangular-romboides, más ovados hacia la base de la hoja y obovados hacia el ápice, 1.5–10 mm de largo y 1–5 mm de ancho, ápice obtuso a agudo, base truncada, pubescentes a glabros, a menudo ciliados, peciólulos menos de 1 mm de largo; pecíolo 2–4 mm de largo. Flores en cimas, bracteoladas, pedúnculos 2–4.5 cm de largo; sépalos lineares a lanceolados, 3–7 mm de largo, ápice acuminado, pubescentes; pétalos 6–9 mm de largo, connados la mitad basal, blancos a lilas; estambres libres, agrandados en la base, estambres largos 4–5.2 mm de largo, estambres cortos 3–3.5 mm de largo; ovario globoso, carpelos 1–6-ovulados. Cápsula loculicida, globosa, 2.5–3.6 mm de largo, cubierta por los sépalos; semillas ovoides, 1.5 mm de largo, tuberculadas.

## Distribución y hábitat
Especie poco común, se encuentra en los márgenes de bosques secundarios y orillas de ríos, zona atlántica; a una altitud de 90–900 metros en bosques tropicales caducifolios y perennifolios, además de bosque de encino, desde México a Ecuador.

## Propiedades
En Veracruz, se emplea como antiemético y contra la diarrea, para regular la fertilidad y dormir al niño llorón. Mientras que en Oaxaca se utiliza para lograr que el niño camine.

## Taxonomía
Biophytum dendroides fue descrita por (Kunth) DC. y publicado en Prodromus Systematis Naturalis Regni Vegetabilis 1: 690. 1824.
Sinonimia
- Biophytum dormiens (Mart. & Zucc.) R. Knuth
- Biophytum longiscapum Klotzsch ex R. Knuth
- Biophytum mexicanum Klotzsch ex R. Knuth
- Biophytum mimosoides G.Don
- Biophytum mimosoides Guillaumin.
- Oxalis dendroides Kunth
- Oxalis dendroides f. longiscapa Zucc. ex R. Knuth
- Oxalis dormiens Mart. & Zucc.
- Oxalis viva Willd. ex Steud.
- Toddavaddia dendroides (Kunth) Kuntze[3]